# Личность Владимира Ленина

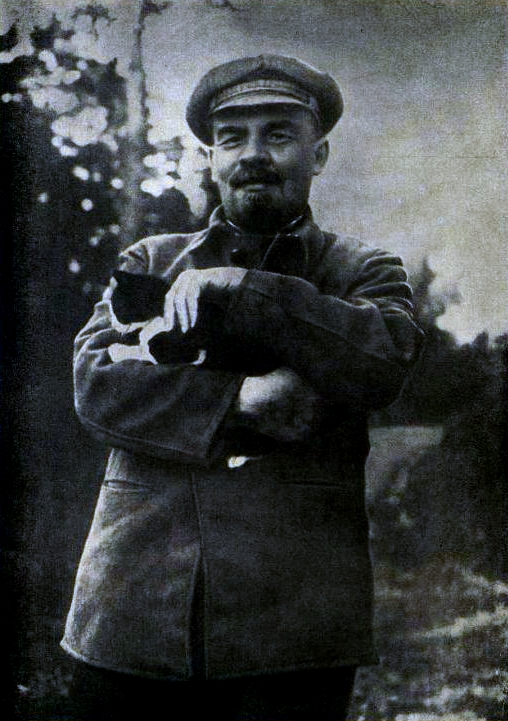
Ленин в Горках на прогулке в парке, 1922

Личность Владимира Ленина — личные особенности российского и советского политика, основателя СССР Владимира Ленина.
Британская писательница Хелен Раппопорт, написавшая книгу о Ленине «Конспиратор», ссылаясь на мемуарные источники, охарактеризовала его как «требовательного», «пунктуального», «аккуратного» и «очень чистоплотного» в быту. При этом «Ленин был одержим навязчивыми идеями», «был очень авторитарен, очень негибок, не терпел несогласия со своим мнением». «Дружба для него была делом вторичным». Она высказала мнение, что «Ленин был циничным оппортунистом — менял свою партийную тактику в зависимости от обстоятельств и политической выгоды. Возможно, в этом и заключался его незаурядный талант тактика». «Он был безжалостен и жесток, беззастенчиво используя людей в своих целях».
Кандидат философских наук, доктор социологических наук, старший научный сотрудник Института социологии РАН А. И. Чёрных утверждала, что в Советской России создание коммун и коммунальных квартир часто носило добровольно-принудительный характер: «В ленинской формулировке, утверждённой Петроградским советом в качестве постановления, был зафиксирован довольно симптоматичный, пожалуй, решающий для последующей политики Советской власти в сфере жилья момент — принципиальная невозможность для каждого человека иметь отдельную комнату. Именно с воплощения в жизнь этого положения начался этап коммуналок». Революционер Н. А. Алексеев вспоминал, что В. И. Ленин ни за границей, ни в России не стремился жить в подобного рода общежитиях:
«Владимир Ильич объяснил мне тотчас по приезде, что прочие искровцы будут жить коммуной, он же совершенно неспособен жить в коммуне, не любит быть постоянно на людях. Предвидя, что приезжающие из России и из-за границы товарищи будут по российской привычке, не считаясь с его временем, надоедать ему, он просил по возможности ограждать его от слишком частых посещений.
С другой стороны, Владимир Ильич с трудом мог сдерживаться от участия в рабочих демонстрациях даже за границей, так, по воспоминаниям революционера Н. Л. Мещерякова, в Брюсселе ему приходилось буквально оттаскивать Ленина от выступлений рабочих масс. Мариэтта Шагинян утверждала, что такие действия не являются противоречием, а указывают на, в первом случае, потребность сосредоточиться, а во втором на страстную тягу быть с народом, сравнивая подобные психологические проявления личности с чувствами человека, увлечённого работой в общественной библиотеке.
После победы Октябрьской революции Ленин непродолжительное время занимал вместе с Надеждой Крупской один из номеров гостиницы «Националь», однако вскоре супруги переехали в достаточно скромную пятикомнатную квартиру с одной спальней в Кремле (в официальной биографии Ленина она была указана, как «четырёхкомнатная квартира с кабинетом»), ставшую их основным местом жительства. Владимир Ильич категорически отказывался обставлять квартиру дорогими мебелью и коврами, во множестве хранившимися в кремлёвских кладовых. В последние годы жизни Ленина начали звучать предложения о его переезде в более просторное жилище или капитальном ремонте в квартире, где он проживал, от которых тот всячески отказывался (в результате ремонт в квартире всё же был произведён, но его пришлось организовать в тайне от Ленина, пока тот находился на отдыхе). По словам американского историка Адама Улама, в целом Ленин после прихода к власти жил очень скромно.
В поездках по Москве Лениным использовались несколько автомобилей, одним из которых был «Роллс-Ройс».
Английский писатель Артур Рэнсом охарактеризовал его следующим образом: «Ленин поразил меня своим жизнелюбием. Я не мог вспомнить ни одного человека похожего калибра, обладающего таким же радостным темпераментом. Этот невысокий, лысый, морщинистый человек, качающийся на стуле то в одну сторону, то в другую, смеющийся над той или иной шуткой, в любой момент готов дать серьёзный совет любому, кто прервет его, чтобы задать вопрос,— совет настолько хорошо обоснованный, что для его последователей он имеет гораздо большую побудительную силу, чем любые приказы; все его морщины — от смеха, а не от беспокойства».
Британский дипломат Брюс Локхарт охарактеризовал его следующим образом: «Ленин произвёл на меня сильное впечатление с самого первого момента, когда я его увидел. И даже сегодня, имея больше информации, я бы почти ничего не стал менять относительно его высокой оценки в отчётах, которые я посылал в Министерство Иностранных дел, а затем суммировал в своей книге «Воспоминания британского агента». Кроме высокого лба и слегка монголоидного разреза глаз, в его внешности не было ничего выдающегося. Костюм на нём висел, а галстук почти всегда был небрежно завязан. Он любил стоять, запрокинув голову назад, и удобно засунув большие пальцы в проймы своей жилетки. За исключением самых сильных морозов, на его голове всегда красовалась рабочая кепка. Спокойный и уравновешенный, он в хорошем настроении переносил пребывание в эмиграции, любил рыбалку и охоту в Сибири, прогулки и поездки на велосипеде в Швейцарии. Ленин ценил юмор, любил сам пошутить, иногда довольно едко, и ничего человеческое было ему не чуждо: он мог сильно расстроиться, если проигрывал партию в шахматы. В любви к искусству он ничем не отличался от обычного среднего человека. Предпочитал русскую классику современной советской литературе, не любил Маяковского, наслаждался классической музыкой, особенно Бетховеном, но за редким исключением скучал в театре. К 1917 году Ленин сосредоточился целиком на революционной борьбе, откинув в сторону всё, что ему казалось лишним и легкомысленным. Он мог концентрироваться в любых условиях, даже шум не мешал ему. Я видел его отрешённо писавшим что-то на листке бумаги среди самого хаотичного Съезда Советов в истории Советского Союза. Ленин не признавал блеска и помпы, которыми другие диктаторы так любят себя окружать, и, по крайней мере, в 1918 году был доступен простому народу. Хотя, как и все коммунисты, он считал, что цель оправдывает средства, даже самые жестокие, Ленин был удивительно откровенен с несколькими иностранцами, с которыми ему доводилось встречаться, и это резко контрастирует с нынешними руководителями Советского Союза. Насколько я помню, он редко ошибался в прогнозах на будущее. Ленин никогда не доходил до грубости и не прерывал собеседника. Да, он мог быть безжалостным и жестоким, но его жестокость не носила личного характера, а была подчинена конечной цели. Мне кажется, что он даже не знал, что такое личная месть. Мне известно, что в 1918 году Ленин пощадил многих интеллектуалов, которые в наши дни бесследно бы исчезли».
О Ленине Альберт Эйнштейн писал в 1929 году: «Я уважаю в Ленине человека, который всю свою силу с полным самопожертвованием своей личности использовал для осуществления социальной справедливости. Его метод кажется мне нецелесообразным. Но одно несомненно: люди, подобные ему, являются хранителями и обновителями совести человечества».

## Увлечения
На протяжении большей части своей жизни Владимир Ленин занимался шахматами: он играл в шахматы с друзьями (среди которых встречались достаточно известные шахматисты), родственниками, решал шахматные задачи и этюды, активно интересовался событиями шахматной жизни в стране, встречался с достаточно известными шахматистами своего времени.